# Ким Нам Гук
Ким Нам Гук, другой вариант — Ким Нам-Гук (4 февраля 1916, Сергеевка, Приморская область — 5 сентября 1995, Саксан-Ата, Ташкентская область) — звеньевой колхоза имени Свердлова Верхне-Чирчикского района Ташкентской области, Узбекская ССР. Герой Социалистического Труда (1951).

## Биография
Родился в 1916 году в крестьянской семье в селе Сергеевка Ольгинского уезда. В 1935 года окончил неполную среднюю школу Сучане и в 1937 году — рабфак во Владикавказе. В 1937 году депортирован на спецпоселение в Ташкентскую область Узбекской ССР. Трудился рядовым колхозником, звеньевым полеводческой бригады в колхозе имени Свердлова Верхне-Чирчикского района.
В 1950 году звено Ким Нам Гука получило в среднем с каждого гектара по 83,1 центнера зеленцового стебля кенафа на участке площадью 7,9 гектара. Указом Президиума Верховного Совета СССР от 22 мая 1951 года удостоен звания Героя Социалистического Труда «за получение в 1950 году высоких урожаев зеленцового стебля кенафа на поливных землях при выполнении колхозом обязательных поставок и контрактации по всем видам сельскохозяйственной продукции, натуроплаты за работу МТС и обеспеченности семенами всех культур в размере полной потребности для весеннего сева 1951 года» с вручением ордена Ленина и золотой медали «Серп и Молот».
После окончания в 1957 году факультета санитарной гигиены Ташкентского государственного медицинского института работал до выхода на пенсию участковым врачом в колхозе имени Карла Маркса Верхне-Чирчикского района.
Неоднократно избирался депутатом Первомайского кишлачного Совета народных депутатов.
Умер в сентябре 1995 года. Похоронен на кладбище бывшего колхоза имени Карла Маркса (с 1992 года — посёлок Саксан-Ата Юкарычирчикского района).